# Músim de Tan-Tan
El Músim de Tan-Tan (en árabe, موسم طانطان; en francés, Moussem de Tan-Tan) es un festival regional anual (músim) en el que se reúnen más de treinta tribus del sur de Marruecos y otras partes del noroeste de África en Tan-Tan, una ciudad en el suroeste de Marruecos. 
Esta reunión en particular se celebró por primera vez en 1963 para «promover las tradiciones locales y proporcionar un lugar para el intercambio, el encuentro y la celebración». Se dice que estuvo asociado con Mohamed Laghdaf, un líder saharaui que luchó contra los colonizadores franceses y españoles durante décadas, murió en 1960 y fue enterrado cerca de Tan-Tan. La reunión fue prohibida por las autoridades en 1979 por razones de seguridad, pero fue revivida nuevamente en 2004 con la ayuda de la UNESCO y el Ministerio de Turismo de Marruecos. Antiguamente se realizaba en mayo, pero en la actualidad se lleva a cabo cada diciembre.
Las tribus nómadas viajan al músim desde todas partes del Sáhara, lo que lo convierte en la reunión más grande de tribus nómadas del norte de África. Alrededor de 800 tiendas de campaña están instaladas para acomodarlos, y algunas se utilizan para exhibiciones especiales sobre la vida tribal tradicional bereber.
Una amplia variedad de actividades ocurren en la reunión. Es «una oportunidad para que las tribus socialicen con canciones y bailes, intercambien historias, compartan conocimientos, compitan en carreras de caballos y participen en el comercio de camellos» y «compren, vendan e intercambien alimentos y otros productos, organicen concursos de cría de camellos y caballos, celebren bodas», etc. Además, el festival incluye una variedad de expresiones culturales como actuaciones musicales, cánticos populares, juegos, concursos de poesía y otras tradiciones orales hassanís. Este músim también incluye una fantasía, una recreación coreografiada de una caballería por miembros de tribus bereberes que disparan sus rifles al aire y emiten gritos de guerra.